# Грэм, Дэвид
Дэвид Грэм (англ. David Crockett Graham; 1884—1961) — миссионер, натуралист и антрополог.
Родился 21 марта 1884 года в штате Мичиган. Получил степень бакалавра искусств в 1911 году в Whitman College, степень Bachelor of Divinity в 1916 году в семинарии города Рочестер (Нью-Йорк), степень магистра искусств в 1919 году в Divinity School университетa Чикаго, где он изучал историю религий. В 20-30 годы изучал археологию и культурную антропологию в нескольких местах, и получил степень доктора за работу «Религии в провинции Сычуань». В 1929 избран членом Королевского географического общества
Грэм принадлежал к баптистской конгрегации American Baptist Churches USA, в 1911 году был рукоположён и вступил в American Baptist International Ministries. В том же году вместе со своей женой отправился миссионерствовать в Китай. 37 лет, с 1911 до 1948, Грэм работал в Китае, преимущественно в провинции Сычуань, иногда выезжая в США для продолжения образования. Помимо прочих занятий, он преподавал в West China Union University, был куратором университетского музея, и совершил 14 экспедиций к границам Тибета.
Коллекции млекопитающих, птиц, насекомых, антропологические находки, антропологические промеры аборигенов Сычуаня (Мяо, И, Чьянг) посылал в Смитсоновский институт. Всего им было обработано более 400 тысяч образцов, за время работы Грэм описал 230 новых видов и 9 новых родов, 29 видов получили его имя.